# Pseudhapigia estrella
Pseudhapigia estrella är en fjärilsart som beskrevs av Barnes 1905. Pseudhapigia estrella ingår i släktet Pseudhapigia och familjen tandspinnare. Inga underarter finns listade i Catalogue of Life.